# Henry Vane

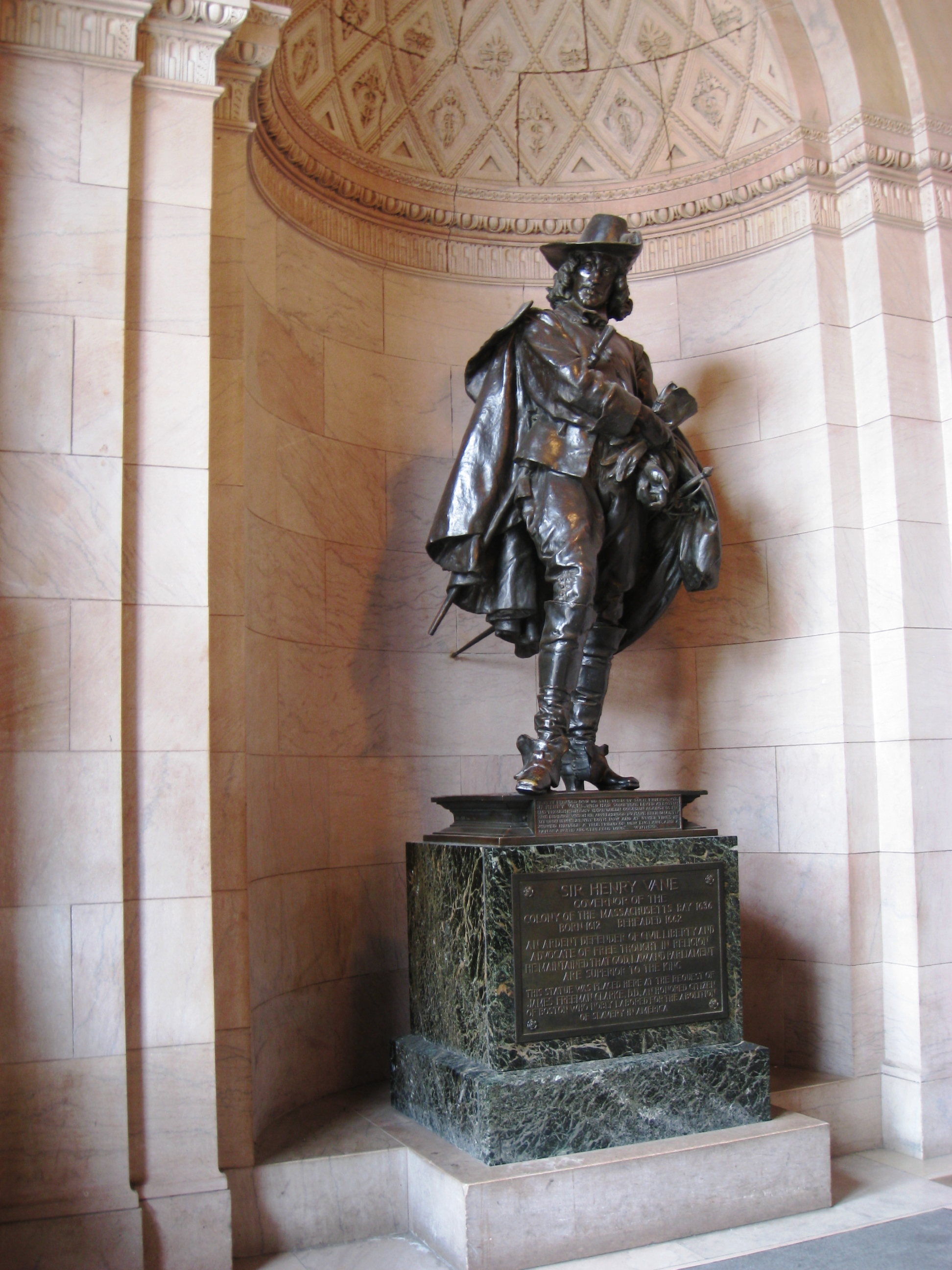
Statue von Sir Henry Vane in der Boston Public Library

Sir Henry Vane (* getauft 26. Mai 1613 in Debden, Essex; † 14. Juni 1662 in London) war ein englischer Politiker und Staatsmann.

## Leben
Henry Vane entstammte einer Familie der englischen Gentry und war der älteste Sohn des Politikers und Höflings Sir Henry Vane (1589–1655) aus dessen Ehe mit Frances d’Arcy († 1663). Zur Unterscheidung von seinem Vater wird er in der Literatur auch Henry Vane der Jüngere (englisch the Younger) genannt. Er absolvierte seine Ausbildung an der Westminster School und begann ein Studium am Magdalen College der Universität Oxford. Anschließend unternahm er eine mehrjährige Grand Tour nach Kontinentaleuropa, wo er zeitweise in Genf und Leiden studierte. 1631 arbeitete er zeitweise als Assistent des englischen Botschafters am Hof Kaiser Ferdinands II. in Wien, Sir Robert Anstruther, und nahm in dieser Zeit an einer diplomatischen Reise zum schwedischen König Gustav II. Adolf teil.
Nach seiner Rückkehr nach England wurde er König Karl I. vorgestellt und von seinem Vater ermutigt, sich um eine Stelle in dessen Haushalt zu bewerben. Seine nonkonformistischen und puritanischen Ansichten veranlassten ihn, stattdessen nach Amerika auszuwandern. Im Oktober 1635 traf er in Boston in der Massachusetts Bay Colony ein, wo er zunächst in der Justizverwaltung der Kolonie arbeitete, bis er im Mai 1636 als Nachfolger von John Haynes zum Gouverneur der Kolonie gewählt wurde. Während seiner Amtszeit war das Kolonialparlament über religiöse und politische Fragen tief zerstritten. Obwohl seine Diplomatie den Ausbruch von Feindseligkeiten mit dem indianischen Stamm der Pequot (Pequot-Krieg) nicht verhindern konnte, sicherte sie doch den Frieden mit den Narragansets und den Kauf von Rhode Island als Zufluchtsort für separatistische Siedler. Bereits bei den folgenden Wahlen im Mai 1637 unterlag Vane und verlor das Gouverneursamt an John Winthrop. Er verließ daraufhin im August 1637 Massachusetts und kehrte nach England zurück.
Zurück in England erhielt er im Januar 1639 durch Vermittlung seines Vaters und des Earls of Northumberland das Amt eines Schatzmeisters der englischen Marine, das er bis 1642 innehatte. Am 23. Juni 1640 wurde Vane von König Karl I. als Knight Bachelor geadelt. Am 1. Juli 1640 heiratete er Frances Wray, Tochter des Politikers Sir Christopher Wray (1601–1646), Gutsherr von Ashby und Barlings in Lincolnshire. Anlässlich seiner Hochzeit überließ ihm sein Vater die Kontrolle über die wesentlichen Ländereien seiner Familie einschließlich des Herrenhauses von Fairlawn in Kent und Raby Castle im County Durham.
Vane nahm 1640 als Abgeordneter für das Borough Hull am Kurzen und am Langen Parlament teil. Bei Letzterem gehörte er zur äußersten Opposition und hatte an allen wichtigen Maßregeln desselben großen Anteil; namentlich wirkte er gegen jeden Ausgleich mit dem König.
Während des Englischen Bürgerkriegs stand er auf Seiten der Parlamentarier und amtierte in deren Auftrag von Mai 1645 bis Dezember 1650 erneut als Schatzmeisters der englischen Marine. Während des Commonwealth war er von 1649 bis 1653 Mitglied des Staatsrats, schloss sich aber nach der Sprengung des Rumpfparlaments den Gegnern Oliver Cromwells an und wurde von diesem 1656 für vier Monate gefangen gesetzt. 1659 wurde er in das Parlament Richard Cromwells gewählt und hatte an dessen Absetzung namhaften Anteil. Nach der Restauration König Karls II. wurde er wegen Teilnahme an der Ermordung Karls I. angeklagt und am 14. Juni 1662 auf dem Tower Hill enthauptet.
Aus seiner Ehe hatte er zehn Kinder, darunter fünf Söhne, von denen nur einer, Christopher Vane (1653–1723), Nachkommen hinterließ. Von diesem, der unter König Wilhelm III. 1698 zum Baron Barnard erhoben wurde, stammen die heutigen Dukes of Cleveland ab.